# USS Blue (DD-387)
O USS Blue foi um contratorpedeiro da Marinha dos Estados Unidos. A embarcação foi construída pelo estaleiro Norfolk Navy Yard.

## Batalha de Guadalcanal
Em agosto de 1942 o Uss Blue foi seriamente danificado pelo navio da marinha japonesa Kawakaze na Batalha de Guadalcanal 